# Erfttal
Erfttal ist ein Stadtteil der Stadt Neuss im Rhein-Kreis Neuss.

## Lage
Im Norden von Erfttal fließt die Erft. Ebenfalls im Norden und im Westen grenzt die A 57 den Ort ab. Im Westen befindet sich die Eisenbahnlinie Köln-Neuss-Krefeld, der Golfplatz Hummelbachaue und im Süden der Norfbach. Erfttal hat eine Fläche von 0,8 km2.

## Geschichte
Erfttal ist ein sehr junger Stadtteil, der allerdings schon sehr früh besiedelt war. So wurde der Derikumer Hof schon im Jahre 1223 in einer Kaufurkunde erwähnt. Damals verkaufte Graf Conrad von Dyck den Hof an die Neusser Regulierherrn. In der Franzosenzeit ging der Besitz an die französische Republik.
In den 1970er Jahren begann der Bau von Erfttal. Dabei wurden überwiegend Hochhäuser und einige Reihenhäuser errichtet. 1986 entstand Erfttal-West. Damals entstanden nochmals 270 Wohnungen für 850 Menschen.

### Einwohnerentwicklung
- 1994: 6.825 Einwohner
- 2001: 6.081 Einwohner
- 2008: 5.553 Einwohner
- 2011: 5.277 Einwohner (Stand 30. Juni 2011)
- 2014: 5.262 Einwohner (Stand 30. Juni 2014)
- 2016: 5.371 Einwohner (Stand 31. Dezember 2016)
- 2021: 5.139 Einwohner (Stand 31. Dezember 2021)[1]

27,4 % der Bevölkerung sind Ausländer (Stand 31. Dezember 2016). Dies ist im Vergleich zur Stadt Neuss (15,1 %) ein etwas höherer Ausländeranteil. Am Stichtag dem 1. Januar 2008 wurde herausgefunden, dass in Erfttal über 50 Nationen beieinander wohnen.

## Religion

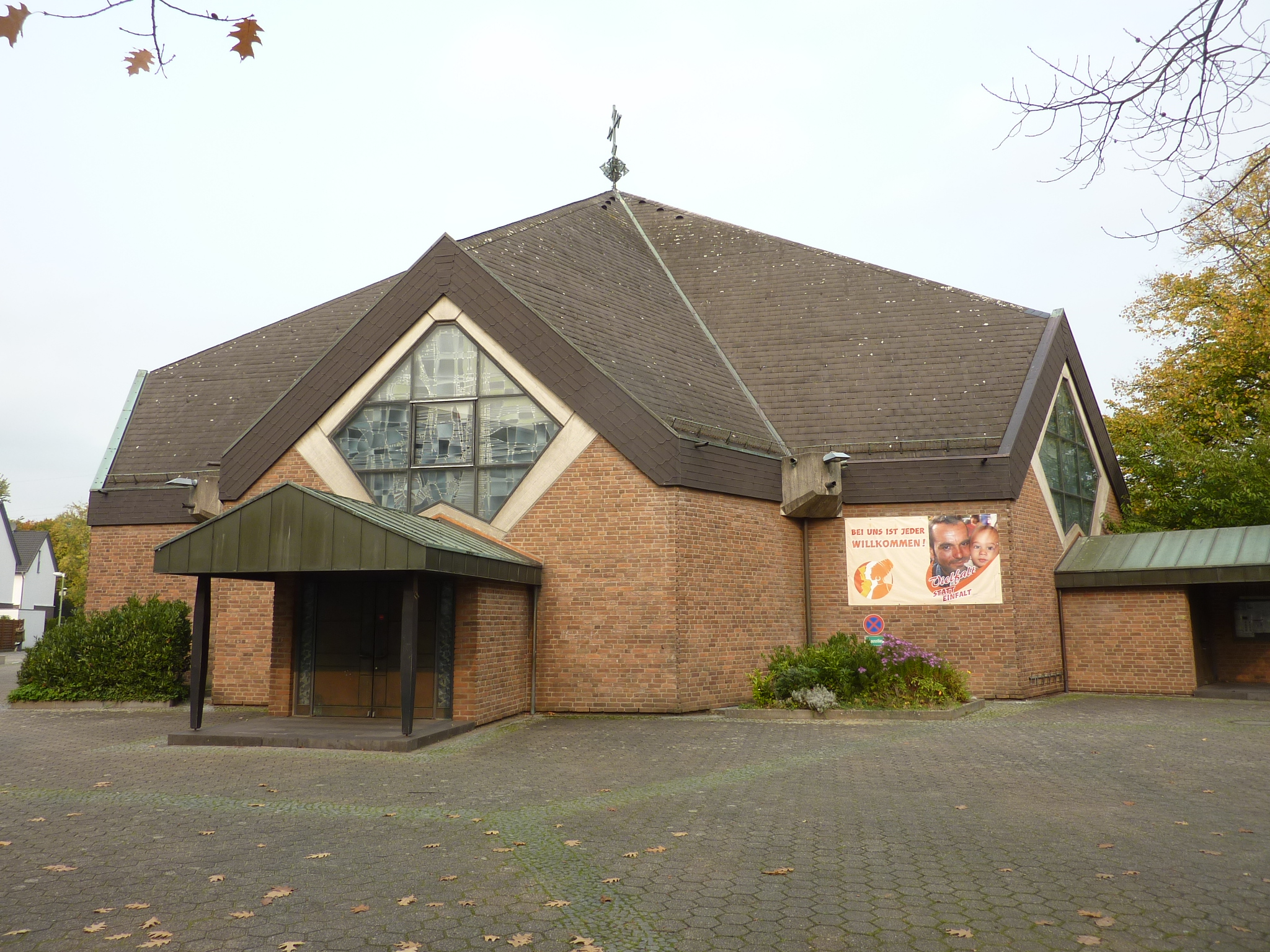
St. Cornelius, Erfttal

Es gibt eine katholische Kirche, St. Cornelius, und die evangelische Kirche „Paul-Schneider-Haus“. An der Schellbergstraße im benachbarten Stadtteil Derikum befindet sich seit 1998 eine Moschee.

## Verkehr
Erfttal wird von Neuss mit der Buslinie 849 erreicht. Die Ausfahrt Neuss-Norf der A 57 befindet sich gleich bei Erfttal. Durch Erfttal geht die L 380, die von Neuss nach Dormagen führt. Die L 142 verbindet Erfttal mit der B 9.

## Vereine
- Bürger- und Schützenverein Neuss-Erfttal
- SG Erfttal
- BSG 21 Norf/Erfttal
- Kleingartenverein Erfttal

## Öffentliche Einrichtungen
- Gemeinschaftsgrundschule
- Kinderhort
- Kinder- und Jugendzentrum „Kontakt Erfttal“ vom SKM Neuss
- Bürgerhaus Erfttal (Sozialdienst kath. Männer Neuss e. V.)
- Abenteuerspielplatz der Stadt Neuss